# Nealcidion quinquemaculatum
Nealcidion quinquemaculatum es una especie de escarabajo longicornio del género Nealcidion, tribu Acanthocinini, subfamilia Lamiinae. Fue descrita científicamente por Tippmann en 1960.

## Descripción
Mide 7-9 milímetros de longitud.

## Distribución
Se distribuye por Bolivia.